# Hiroyuki Sawada
Hiroyuki Sawada (født 29. januar 1974) er en tidligere japansk fodboldspiller.
Han har spillet for flere forskellige klubber i sin karriere, herunder Urawa Reds og Kyoto Purple Sanga.